# Лукаш (з Нового Міста)
Лукаш (з Нового Міста лат. Lucas de Nova Civitate Ruthenus, ? — 1542) — галицький філософ, педагог, учений-гуманіст XVI ст.

## Біографія
Народився у с. Нове Місто. Навчався у Яґеллонському університеті, що в Кракові, (1513—1515). Закінчив його як бакалавр (від 1517) і доцент філософії (від 1521) та магістр вільних мистецтв. У 1522 р. переїхав до Любліна, де працював міським писарем.
Того ж року опублікував перший у Європі підручник з епістолографії («Скорочений посібник, як писати листи»), написав також філософський трактат, який залишився неопублікованим. Мистецтво епістолографії (вміння писати листи) було для гуманістів дійовим засобом популяризації своїх поглядів, відстоювання соціальних, релігійних, національних прав і свобод. Виступав проти мракобісся церковників. Вважав, що людина є частиною природи і має право на задоволення своїх земних потреб. Пропагував античні пам'ятки філософії, етики (зокрема твори Аристотеля «Про душу», «Етику», «Про виникнення і знищення» та «Економіку», Цицерона «Сон Спіціона» тощо). Поділяв етичні принципи античної філософії щодо необхідності гармонійного розвитку душі і тіла.
Викладаючи вчення Аристотеля в Краківському університеті, Лукаш критикував бездумне схиляння перед його авторитетом, що вже саме по собі відігравало значну роль у пробудженні самостійного мислення слухачів. Головною рушійною силою історичного розвитку і суспільного поступу Лукаш уважав людей діяльних, творчих, високо освічених.
В останні роки життя залишив Краків. Обіймаючи різні громадські посади в Новому Місті, підтримував тісні контакти з Краківським університетським середовищем і, очевидно, відвідував гуманістичний гурток, очолюваний Павлом Русином.

## Праці
Compendiosa in modum construendarum epistolarum manuductio… Cracoviae, 1522.